# Liste der Kulturdenkmale in Börnichen/Erzgeb.

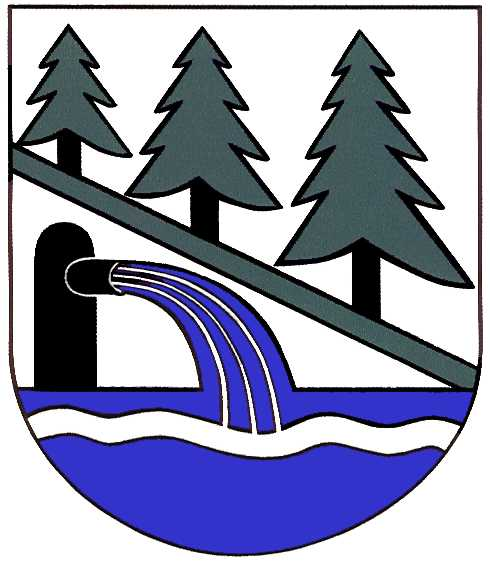
Wappen von Börnichen

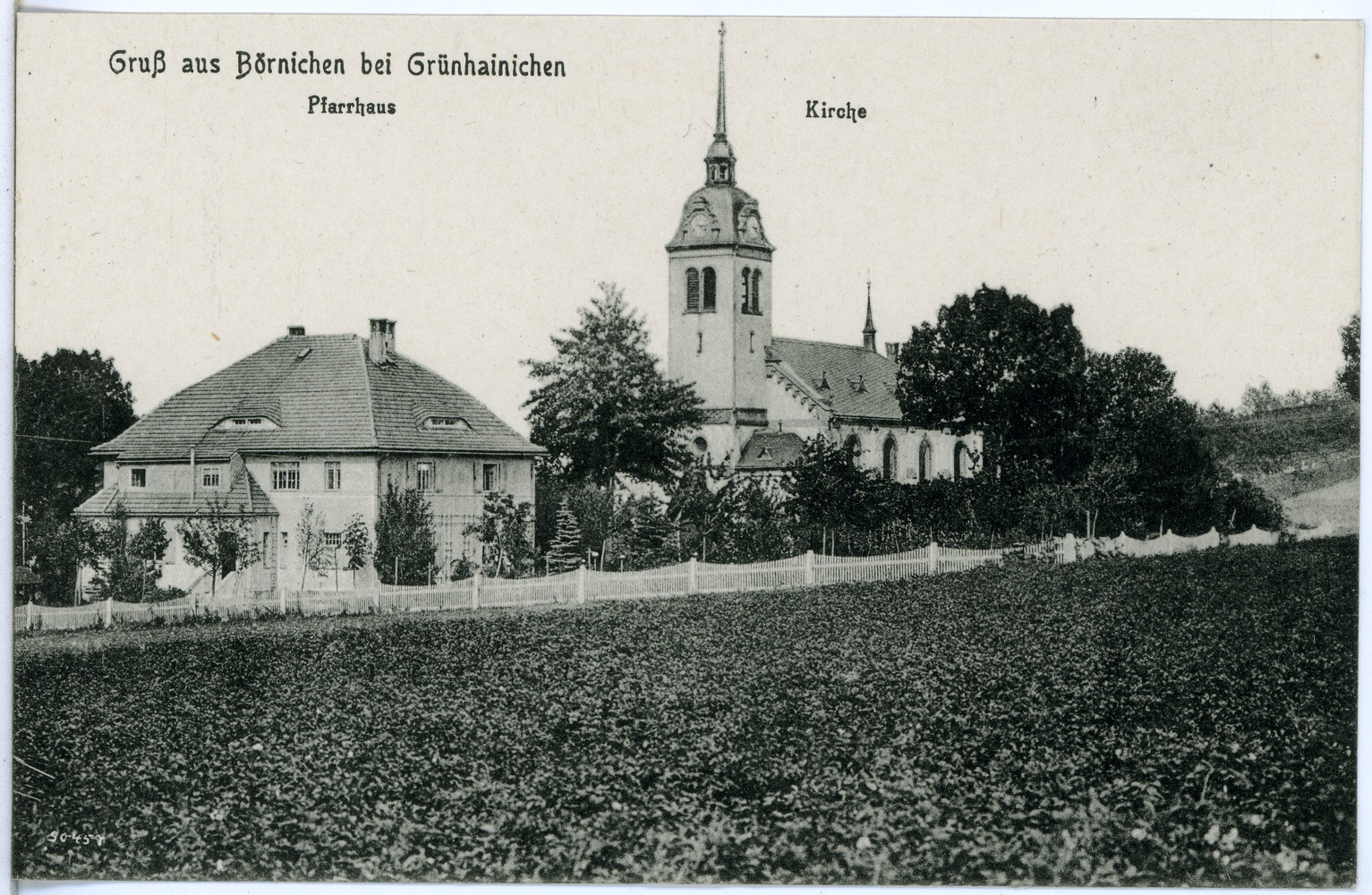
Blick auf die Dorfmitte 1917

Die Liste der Kulturdenkmale in Börnichen/Erzgebirge enthält die Kulturdenkmale in Börnichen/Erzgeb.
Diese Liste ist eine Teilliste der Liste der Kulturdenkmale in Sachsen.

## Legende
- Bild: Bild des Kulturdenkmals, ggf. zusätzlich mit einem Link zu weiteren Fotos des Kulturdenkmals im Medienarchiv Wikimedia Commons. Wenn man auf das Kamerasymbol klickt, können Fotos zu Kulturdenkmalen aus dieser Liste hochgeladen werden:
- Bezeichnung: Denkmalgeschützte Objekte und ggf. Bauwerksname des Kulturdenkmals
- Lage: Straßenname und Hausnummer oder Flurstücknummer des Kulturdenkmals. Die Grundsortierung der Liste erfolgt nach dieser Adresse. Der Link (Karte) führt zu verschiedenen Kartendiensten mit der Position des Kulturdenkmals. Fehlt dieser Link, wurden die Koordinaten noch nicht eingetragen. Sind diese bekannt, können sie über ein Tool mit einer Kartenansicht einfach nachgetragen werden. In dieser Kartenansicht sind Kulturdenkmale ohne Koordinaten mit einem roten bzw. orangen Marker dargestellt und können durch Verschieben auf die richtige Position in der Karte mit Koordinaten versehen werden. Kulturdenkmale ohne Bild sind an einem blauen bzw. roten Marker erkennbar.
- Datierung: Baubeginn, Fertigstellung, Datum der Erstnennung oder grobe zeitliche Einordnung entsprechend des Eintrags in der sächsischen Denkmaldatenbank
- Beschreibung: Kurzcharakteristik des Kulturdenkmals entsprechend des Eintrags in der sächsischen Denkmaldatenbank, ggf. ergänzt durch die dort nur selten veröffentlichten Erfassungstexte oder zusätzliche Informationen
- ID: Vom Landesamt für Denkmalpflege Sachsen vergebene, das Kulturdenkmal eindeutig identifizierende Objekt-Nummer. Der Link führt zum PDF-Denkmaldokument des Landesamtes für Denkmalpflege Sachsen. Bei ehemaligen Kulturdenkmalen können die Objektnummern unbekannt sein und deshalb fehlen bzw. die Links von aus der Datenbank entfernten Objektnummern ins Leere führen. Ein ggf. vorhandenes Icon  führt zu den Angaben des Kulturdenkmals bei Wikidata.

## Börnichen/Erzgeb.
| Bild                                    | Bezeichnung                                                                        | Lage                           | Datierung                                   | Beschreibung | ID       |
| --------------------------------------- | ---------------------------------------------------------------------------------- | ------------------------------ | ------------------------------------------- | --- | -------- |
| Direkt Bild zu diesem Denkmal hochladen | Wohnhaus (ohne Anbau)                                                              | Dorfstraße 37 (Karte)          | 19. Jahrhundert                             | Obergeschoss Fachwerk verschiefert, zeit- und landschaftstypischer Bau in ortsbildprägender Lage, baugeschichtlich von Bedeutung. Erdgeschoss massiv, Obergeschoss Fachwerk verschiefert, Krüppelwalmdach. | 09207072 |
| Weitere Bilder                          | Kirche und Friedhof Börnichen (Sachgesamtheit)                                     | Dorfstraße 45 (Karte)          | 1900 (Kirche)                               | Sachgesamtheit mit folgenden Einzeldenkmalen: Kirche, Aufbahrungshalle, Kriegerdenkmal für die Gefallenen des 1. Weltkrieges und Grabmäler der Familie Hunger und des Pfarrers Karl Gotthold Richter (siehe Einzeldenkmale 09207074), dazu der Friedhof (Gartendenkmal) mit Friedhofstor hinter der Kirche. - Saalkirche mit eingezogenem Chor und Westturm, Putzbau mit Ziegelgliederung, im Rundbogenstil des 19. Jahrhunderts, baukünstlerischer Wert und ortshistorische Bedeutung. - Kirche: Großer neugotischer Bau von 1900, im Innern offener Dachstuhl, - Parentationshalle: Am Ende des Friedhofgeländes, in der Gestaltung ähnlich der Kirche, - Kriegerdenkmal: Großes Holzkreuz auf Granitsockel mit Bronzetafel, davor bogenförmig angeordnete Einzelgräber, - Grabmal Familie Hunger: Für Margarete, gestorben 1931, und Ernst Emil, gestorben 1939, auf hohem Granitsockel, Bronzefigur des Auferstandenen, - Grabmal Karl Gotthold Richter: 1908–1948, erster Pfarrer der 1908 selbstständig gewordenen Kirchgemeinde Börnichen, ehemaliger Kurator des Friedrich-August-Stifts, heute Wichernhaus, einfaches Steinkreuz mit Inschrift. | 09305266 |
| Weitere Bilder                          | Einzeldenkmale der Sachgesamtheit (ID 09305266)                                    | Dorfstraße 45 (Karte)          | 1900                                        | Beschreibungen siehe oben unter Sachgesamtheit (ID 09305266) | 09207074 |
| Direkt Bild zu diesem Denkmal hochladen | Ehemaliges Forsthaus (mit Sonnenuhr)                                               | Försterweg 4 (Karte)           | 1703 Dendro                                 | Obergeschoss Fachwerk verschiefert, Gebäude in erzgebirgstypischer Gestaltung, ortsbildprägende und ortshistorische Bedeutung. Erdgeschoss massiv, Porphyrgewände, Tür mit Flachbogen, Obergeschoss Fachwerk verbrettert und verschiefert, zur Straße alte Sonnenuhr, über der Tür Hirschgeweih, Schieferdach, Giebel mit Zierschiefer. | 09207061 |
| Weitere Bilder                          | Rathaus                                                                            | Rathausstraße 6 (Karte)        | 1930er Jahre                                | Zeittypischer Putzbau, im traditionalistischen Stil der 1920er/1930er Jahre, Gemeindeamt von ortshistorischer Bedeutung. Zweigeschossiger kleiner Massivbau mit leicht expressionistischen Details, Walmdach mit Dachgaupen und polygonalem, verschiefertem Dachreiter. | 09207063 |
|                                         | Zwei Schulgebäude                                                                  | Rathausstraße 7; 8 (Karte)     | bezeichnet 1870 (Nr. 7, Schule)             | Putzbauten, das ältere Gebäude mit Anklängen an den neogotischen Stil, ortshistorische Bedeutung. - Erster Bau (1870): Zweigeschossiger Massivbau mit weit vorgezogenem Mittelrisalit und Porphyrgewänden, - Ergänzungsbau (1893): dem ersten Bau angeglichen, Flachbogengliederungen der Fenster, breite Gesimse. | 09207064 |
|                                         | Wohnhaus                                                                           | Rathausstraße 10 (Karte)       | 2. Hälfte 19. Jahrhundert, später verändert | Großes Fachwerk-Wohnhaus, Teil der alten Ortsstruktur, baugeschichtlich von Bedeutung. Erdgeschoss massiv, Obergeschoss Fachwerk, Giebel verkleidet. | 09207065 |
| Direkt Bild zu diesem Denkmal hochladen | Wohnhaus                                                                           | Rathausstraße 24 (Karte)       | um 1800                                     | Obergeschoss Fachwerk verkleidet, baugeschichtlich von Bedeutung. Erdgeschoss massiv, Obergeschoss und Giebel Fachwerk, verkleidet, zum Teil vergrößerte Fenster. | 09207066 |
| Direkt Bild zu diesem Denkmal hochladen | Straßenbrücke über einen Bach                                                      | Rathausstraße 28 (bei) (Karte) | 1949 (Straßenbrücke)                        | historische Steinbogenbrücke, baugeschichtlich von Bedeutung | 09306055 |
| Direkt Bild zu diesem Denkmal hochladen | Wohnhaus eines Bauernhofes                                                         | Räucherhütte 1 (Karte)         | 1. Hälfte 19. Jahrhundert                   | Obergeschoss Fachwerk verkleidet, Teil der alten Ortsstruktur, baugeschichtlich von Bedeutung. Erdgeschoss massiv, Obergeschoss und Giebel Fachwerk verkleidet, Erdgeschoss und Giebel zum Teil mit großen Fenstern. | 09207060 |
| Direkt Bild zu diesem Denkmal hochladen | Ehemalige Schneidemühle, bestehend aus Wohnhaus und daran angebautem Mühlengebäude | Schwarzmühle 4 (Karte)         | 2. Hälfte 19. Jahrhundert                   | Gut erhaltenes Gebäudeensemble von technikgeschichtlicher und ortshistorischer Bedeutung. Putzbau auf hakenförmigem Grundriss, über hohem Sockel zweigeschossig, winkliger Anbau: Sockel, dreigeschossig, Porphyrgewände. | 09207633 |
| Direkt Bild zu diesem Denkmal hochladen | Wohnhaus                                                                           | Tempelweg 1 (Karte)            | 18. Jahrhundert                             | Fachwerk-Wohnhaus in der Ortsmitte, Teil der alten Ortsstruktur, baugeschichtlich von Bedeutung. Erdgeschoss massiv, Obergeschoss Fachwerk, Giebel im oberen Teil verbrettert. | 09207068 |
| Direkt Bild zu diesem Denkmal hochladen | Wohnhaus                                                                           | Tempelweg 3 (Karte)            | um 1870                                     | Ehemaliges Fabrikantenwohnhaus, zeittypischer Putzbau betont durch Mittelrisalit mit Dreiecksgiebel, ortsbildprägende und ortshistorische Bedeutung. Gestaffelter zweigeschossiger Massivbau mit weit vorspringendem Mittelrisalit, im Dreieckgiebel, Wappenkartusche und Greife, Walmdach. | 09207069 |
| Direkt Bild zu diesem Denkmal hochladen | Wohnhaus                                                                           | Tempelweg 8 (Karte)            | 2. Hälfte 19. Jahrhundert                   | Fachwerk, Teil der alten Ortsstruktur, baugeschichtlich von Bedeutung. Erdgeschoss massiv, Steingewände, Obergeschoss Fachwerk, Giebel im oberen Teil verkleidet. | 09207071 |